# 프랑수아 카바나

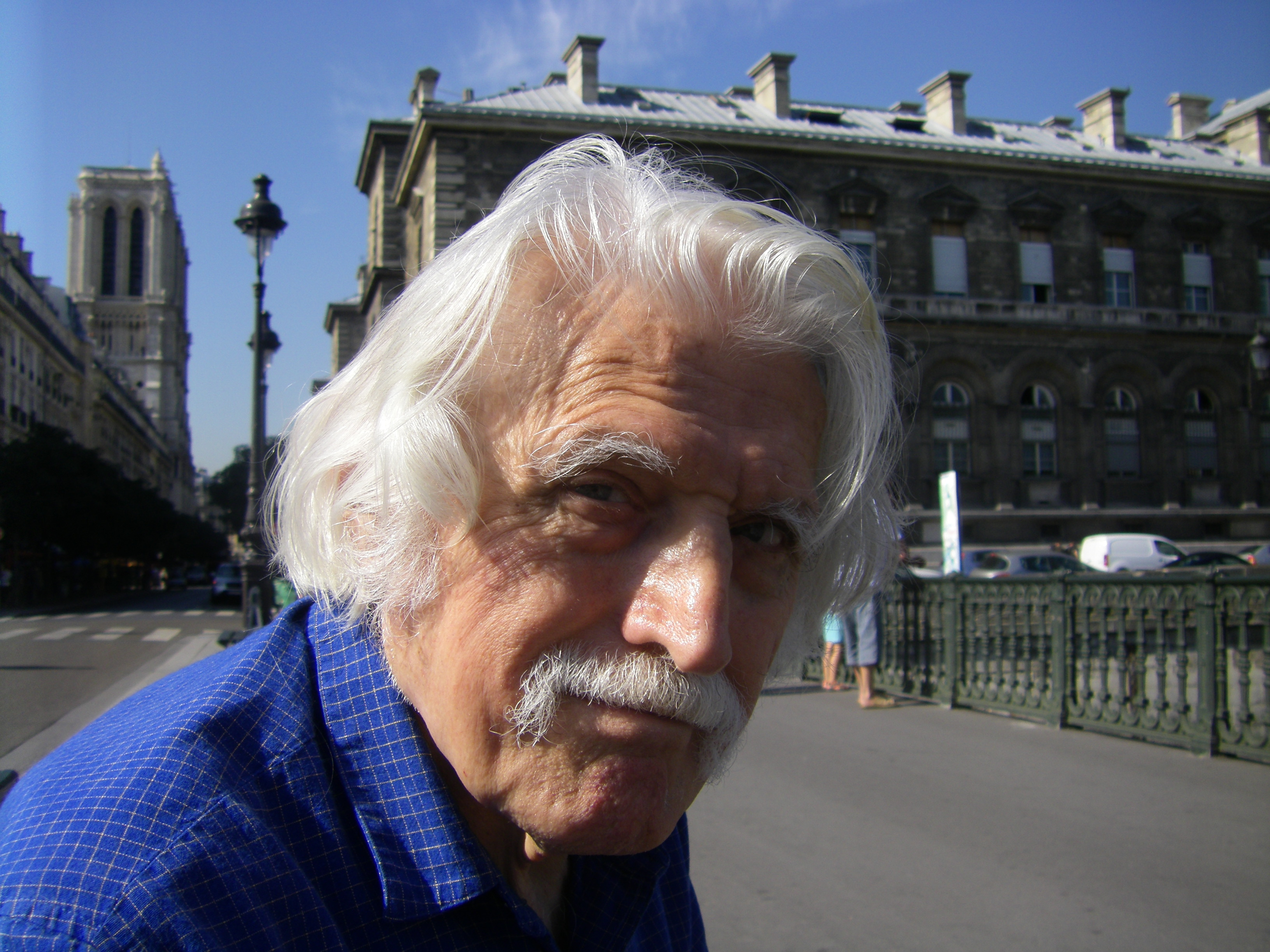
프랑수아 카바나

프랑수아 카바나(프랑스어: François Cavanna, 1923년 2월 22일 ~ 2014년 1월 29일)는 프랑스의 언론인이자 편집자이다. 풍자 잡지 〈아라키리〉와 〈샤를리 에브도〉의 창립 멤버로 잘 알려져 있다.